# Pharmacorésistance

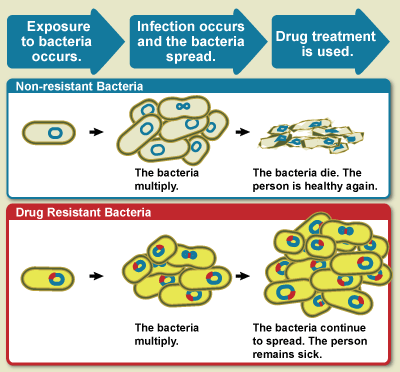
Un schéma illustratif expliquant la résistance aux médicaments.

La pharmacorésistance, ou résistance aux médicaments, est la diminution progressive de l'efficacité d'un médicament tel qu'un antimicrobien ou un antinéoplasique dans le traitement d'une maladie ou d'un état. Le terme est utilisé dans le contexte de la résistance que les agents pathogènes ou les cellules cancéreuses ont acquise. La résistance aux antimicrobiens et la résistance aux antinéoplasiques stimulent la recherche. Des organismes sont devenus résistants à plus d'un médicament ; ils sont multirésistant.
Le développement de la résistance aux antibiotiques provient notamment des médicaments ciblant des molécules bactériennes spécifiques (majoritairement des protéines). Si le médicament est spécifique, toute mutation dans ces molécules interfère ou annule son effet destructeur, entraînant une résistance aux antibiotiques. L'abus d'antibiotiques dans l'élevage, qui, dans l’Union européenne, représente trois fois le volume distribué aux humains, conduit au développement de bactéries résistantes.
Les bactéries sont capables de modifier l'enzyme cible des antibiotiques, mais également, par l'utilisation d'enzymes. Des exemples d'agents pathogènes modifiant la cible sont les  Staphylococcus aureus, les entérocoques résistants à la vancomycine et le Streptococcus résistant aux macrolides ; des exemples de microbes modificateurs d'antibiotiques sont Pseudomonas aeruginosa et Acinetobacter baumannii résistant aux aminoglycosides.
Le manque d'efforts concertés des gouvernements et de l'industrie pharmaceutique, ainsi que la capacité innée des microbes à développer une résistance à un rythme qui dépasse le développement de médicaments, suggèrant que les stratégies existantes pour développer des thérapies antimicrobiennes viables à long terme sont voués à l'échec. Sans stratégies alternatives, l'acquisition de la résistance aux médicaments par des micro-organismes pathogènes apparaît comme une menaces de santé publique pour l'humanité du XXIe siècle. Certaines des sources alternatives pour réduire le risque de résistance aux antibiotiques sont les probiotiques, les prébiotiques, les fibres alimentaires, les enzymes, les acides organiques et les phytogéniques,.

## Types de résistances
La résistance aux médicaments, aux toxines ou aux produits chimiques est une conséquence de l'évolution et une réponse aux pressions imposées à tout organisme vivant. Les organismes individuels varient dans leur sensibilité au médicament utilisé et certains avec une plus grande forme physique peuvent être capables de survivre au traitement médicamenteux. Les traits de résistance aux médicaments sont hérités par la progéniture ultérieure, ce qui donne une population plus résistante aux médicaments. À moins que le médicament utilisé ne rende impossible la reproduction sexuée, la division cellulaire ou le transfert horizontal de gènes dans l'ensemble de la population cible, une résistance au médicament s'ensuivra. Cela peut être observé dans les tumeurs cancéreuses où certaines cellules peuvent développer une résistance aux médicaments utilisés en chimiothérapie. La chimiothérapie amène les fibroblastes à proximité des tumeurs à produire des  quantités de la protéine WNT16 B. Cette protéine stimule la croissance des cellules cancéreuses résistantes aux médicaments. Il a  été démontré que les microARN affectent la résistance acquise aux médicaments dans les cellules cancéreuses, ce qui peut être utilisé à des fins thérapeutiques. En 2012, le paludisme est devenu une menace récurrente en Asie du Sud-Est et en Afrique subsaharienne, et les souches résistantes aux médicaments de Plasmodium falciparum posent des problèmes aux autorités sanitaires . La lèpre a montré une résistance croissante à la dapsone.
Un processus rapide de partage de la résistance existe parmi les organismes unicellulaires et est appelé transfert horizontal de gènes dans lequel il y a un échange direct de gènes, en particulier à l'état de biofilm. Une méthode asexuée similaire est utilisée par les champignons et est appelée « parasexualité ». Des exemples de souches résistantes aux médicaments se trouvent dans les micro-organismes  tels que les bactéries et les virus, les parasites endo- et ecto-, les plantes, les champignons, les arthropodes,, les mammifères, les oiseaux, reptiles, poissons et amphibiens.
Dans l'environnement domestique, des souches d'organismes résistantes aux médicaments peuvent provenir d'activités apparemment sûres telles que l'utilisation d'eau de Javel, le brossage des dents et les bains de bouche, l'utilisation d'antibiotiques, de désinfectants et de détergents, de shampooings et de savons, en particulier les savons antibactériens, le lavage des mains, les sprays de surface, l'application de déodorants, de crèmes solaires et de tout produit cosmétique ou de soins de santé, les insecticides et les trempettes. Les produits chimiques contenus dans ces préparations, en plus de nuire aux organismes bénéfiques, peuvent cibler intentionnellement ou par inadvertance des organismes susceptibles de développer une résistance.

## Mécanismes
Les quatre principaux mécanismes par lesquels les micro-organismes présentent une résistance aux antimicrobiens sont, :
1. Inactivation ou modification de médicaments : désactivation enzymatique de la pénicilline G dans certaines bactéries résistantes à la pénicilline par la production de β-lactamases ;
2. Altération du site cible : altération du PBP - le site cible de liaison des pénicillines - dans le SARM et d'autres bactéries résistantes à la pénicilline ;
3. Altération de la voie métabolique : certaines bactéries résistantes aux sulfamides ne nécessitent pas d'acide para-aminobenzoïque (PABA), un précurseur important pour la synthèse de l'acide folique et des acides nucléiques chez les bactéries inhibées par les sulfamides. Au lieu de cela, comme les cellules de mammifères, ils se tournent vers l'utilisation d'acide folique préformé ;
4. Réduction de l'accumulation de médicaments : en diminuant la perméabilité des médicaments ou en augmentant l'efflux actif (pompage) des médicaments à travers la surface cellulaire.

### Mécanismes de résistance acquise
| Mécanisme                                      | Agent antibactérien | Action médicamenteuse | Mécanisme de résistance |
| ---------------------------------------------- | --- | --- | --- |
| Détruire la drogue                             | Aminoside Antibiotiques bêta-lactamines (pénicilline et céphalosporine) Chloramphénicol                                        | Se lie à la sous-unité du ribosome 30S, inhibant la synthèse des protéines Se lie aux protéines de liaison à la pénicilline, inhibant la synthèse des peptidoglycanes Se lie à la sous-unité du ribosome 50S, inhibant la formation de liaisons peptidiques | Le plasmide code pour des enzymes qui altèrent chimiquement le médicament (par exemple, par acétylation ou phosphorylation), l'inactivant ainsi. Le plasmide code pour la bêta-lactamase, qui ouvre le cycle bêta-lactame, l'inactivant. Le plasmide code pour une enzyme qui acétyle le médicament, l'inactivant ainsi. |
| Altère la cible médicamenteuse                 | Aminoglycosides Antibiotiques bêta-lactamines (pénicilline et céphalosporine) Érythromycine Quinolones Rifampine Triméthoprime | Se lie à la sous-unité du ribosome 30S, inhibant la synthèse des protéines Se lie aux protéines de liaison à la pénicilline, inhibant la synthèse des peptidoglycanes Se lie à la sous-unité du ribosome 50S, inhibant la synthèse des protéines Se lie à l'ADN topoisomérase, une enzyme essentielle à la synthèse de l'ADN Se lie à l'ARN polymérase; inhibant l'initiation de la synthèse d'ARN Inhiber l'enzyme dihydrofolate réduit, bloquant la voie de l'acide folique | Les bactéries fabriquent des ribosomes 30S modifiés qui ne se lient pas au médicament. Les bactéries fabriquent des protéines modifiées de liaison à la pénicilline, qui ne se lient pas au médicament. Les bactéries fabriquent une forme de ribosome 50S qui ne se lie pas au médicament. Les bactéries fabriquent une ADN topoisomérase altérée qui ne se lie pas au médicament. Les bactéries fabriquent une polymérase altérée qui ne se lie pas au médicament. Les bactéries fabriquent une enzyme altérée qui ne se lie pas au médicament. |
| Inhibe l'entrée de drogue ou élimine la drogue | Pénicilline Érythromycine Tétracycline                                                                                         | Se lie aux protéines de liaison à la pénicilline, inhibant la synthèse des peptidoglycanes Se lie à la sous-unité du ribosome 50S, inhibant la synthèse des protéines Se lie à la sous-unité du ribosome 30S, inhibant la synthèse des protéines en bloquant l'ARNt | Les bactéries modifient la forme des protéines porines de la membrane externe, empêchant le médicament de pénétrer dans la cellule. Le nouveau système de transport membranaire empêche le médicament de pénétrer dans la cellule. Un nouveau système de transport membranaire pompe le médicament hors de la cellule. |

## Coût métabolique
Le coût biologique est une mesure de l'augmentation du  métabolisme énergétique nécessaire pour accomplir une fonction.
La résistance aux médicaments a un prix métabolique élevé  chez les pathogènes pour lesquels ce concept est pertinent (bactéries, endoparasites et cellules tumorales. ) Dans les virus, un « coût » équivalent est la complexité génomique. Le coût métabolique élevé signifie qu'en l'absence d'antibiotiques, un agent pathogène résistant aura une aptitude évolutive réduite par rapport aux agents pathogènes sensibles.

## Traitement
Chez l'homme, le gène ABCB1 code pour MDR1 (Glycoprotéine P) qui est un transporteur clé de médicaments au niveau cellulaire. Si MDR1 est surexprimé, la résistance aux médicaments augmente. Par conséquent, les niveaux ABCB1 peuvent être surveillés. Chez les patients présentant des niveaux élevés d'expression d'ABCB1, l'utilisation de traitements secondaires, comme la metformine, a été utilisée en conjonction avec le traitement médicamenteux primaire avec un certain succès.
Pour la résistance aux antibiotiques, qui représente un problème, des médicaments destinés à bloquer les mécanismes de résistance bactérienne aux antibiotiques sont utilisés. Par exemple, la résistance bactérienne aux antibiotiques bêta-lactamines (tels que la pénicilline et les céphalosporines ) peut être contournée en utilisant des antibiotiques tels que la nafcilline qui ne sont pas susceptibles d'être détruits par certaines bêta-lactamases (le groupe d'enzymes responsables de la dégradation des bêta-lactamines). La résistance bactérienne aux bêta-lactamines peut également être traitée en administrant des antibiotiques bêta-lactamines avec des médicaments qui bloquent les bêta-lactamases tels que l'acide clavulanique afin que les antibiotiques puissent agir sans être d'abord détruits par les bactéries. Récemment, les chercheurs ont reconnu le besoin de nouveaux médicaments qui inhibent les pompes d'efflux bactériennes, qui provoquent une résistance à plusieurs antibiotiques tels que les bêta-lactamines, les quinolones, le chloramphénicol et le triméthoprime en envoyant des molécules de ces antibiotiques hors de la cellule bactérienne,. Parfois, une combinaison de différentes classes d'antibiotiques peut être utilisée en synergie; c'est-à-dire qu'ils travaillent ensemble pour combattre efficacement les bactéries qui peuvent être résistantes à l'un des antibiotiques seuls.
La destruction des bactéries résistantes peut également être obtenue par phagothérapie, dans laquelle un bactériophage spécifique (virus qui tue les bactéries) est utilisé.